# Evan James Williams
Evan James Williams, meist E. J. Williams zitiert (* 8. August 1903 in Cwmsychpant bei Llanybydder in Carmarthenshire, Wales; † 29. September 1945), war ein walisischer Physiker.

## Leben
Williams besuchte die Llandysul County School (wo er sowohl in Literatur als auch in Naturwissenschaften hervorstach) und studierte mit einem 1919 gewonnenen Stipendium die University of Wales in Swansea, wo er 1924 seinen Master-Abschluss machte. Danach ging er zu William Lawrence Bragg an die University of Manchester (mit dem er auch später publizierte) und anschließend an die Universität Cambridge, wo er 1929 promoviert wurde (Ph.D.). 1930 erhielt er außerdem einen D.Sc. der Universität Wales. 1933 war er am Niels-Bohr-Institut in Kopenhagen, wo er unter anderem mit Milton Plesset zusammenarbeitete. Nach der Rückkehr nach Großbritannien wurde er Assistant Lecturer an der Universität Manchester und danach Senior Lecturer an der Universität Liverpool. 1938 wurde er Professor an der University of Wales in Aberystwyth, wo er bis zu seinem Tod blieb. Während des Zweiten Weltkriegs arbeitete er für das Luftfahrtministerium und die britische Admiralität in der U-Boot-Abwehr.
Im Alter von 42 Jahren starb er an Krebs.

## Werk
Williams arbeitete sowohl experimentell als auch theoretisch. Er entdeckte den Zerfall des Myons (Beobachtungen in einer Blasenkammer mit G. E. Roberts)  und ist für die Weizsäcker-Williams-Methode bekannt (mit Carl Friedrich von Weizsäcker, der diese 1934 unabhängig etwas vor Williams publizierte und den Williams auch 1933 in Kopenhagen bei Bohr traf) zur Behandlung der Bremsstrahlung zum Beispiel schneller Elektronen in Materie, bei der das elektrische Feld durch das virtueller Photonen ersetzt wird. Williams war insbesondere am Streuproblem in der Quantenmechanik interessiert, das er möglichst mit klassischen Methoden und anschaulich behandeln wollte. Niels Bohr schrieb 1948 einen Review-Artikel über Wechselwirkung hochenergetischer geladener Teilchen mit Materie, den er, wie er in dem Artikel schrieb, ursprünglich mit Williams verfassen wollte, was der frühe Tod von Williams verhinderte.
1939 wurde er Fellow der Royal Society.